# Scelidotoma
Scelidotoma is een geslacht van weekdieren uit de klasse van de Gastropoda (slakken). De wetenschappelijke naam van de soort is voor het eerst geldig gepubliceerd in 1966 door James Hamilton McLean.

## Soorten
- Scelidotoma bella (Gabb, 1865)
- Scelidotoma gigas (Martens, 1881)
- Scelidotoma vadososinuata (Yokoyama, 1922)